# サル・ティプ
サル・ティプ（英：Sar Tip）は、ユーゴスラビア（現マケドニア）原産の護畜犬種のひとつである。
犬種名は英字スペルにしたがってサー・ティプと表記されることもある。

## 歴史
同じくユーゴスラビア原産のサルプラニナッツの大型版犬種で、両種共に古くから存在していた犬種である。一部の地域でより大きくて強い犬を目指して作られたもので、大きいサイズのサルプラニナッツを選別して繁殖させ、改良を加えて作り出されたものである。
主に牛、羊、山羊を家畜泥棒や野獣から守る護畜犬として専門的に使われる。家畜に危害を加えるものが現れると徹底的に排除し、命をかけて守り抜く。昼間主人がいる間は外部者をむやみに攻撃しようとはしないが、夜間は寝ずの番を続け、怪しいと見なしたものには排除の鉄槌を下す。
二度の世界大戦やユーゴスラビア紛争が起こった際には、主人家族を守る警備犬として用いられた。強靭な力の前に人はおろか軍用犬（ジャーマン・シェパード・ドッグ）でさえ敵わず撃退させる優秀な働き振りを見せたが、火炎瓶や地雷、銃弾には敵わず、多くのサル・ティプが命を落とした。
現在その数は非常に少なく、限られた地域でのみ飼育されている希少種で、ほぼ全てが実用犬として使われている。他の地域では飼育されていない、生粋の作業犬種である。

## 特徴
筋骨隆々で骨太の、非常にたくましい体つきをした犬種である。外見はサルプナニナッツによく似るが、それよりも更にがっしりしていて体高が高く、力が強い。脚も太く丈夫で、マズルは短く太く、あごの力は極めて強靭である。耳は垂れ耳、尾はふさふさした垂れ尾。コートは密度の高い柔らかなロングコートで、首周りのコートも長く発達している。このコートは防水性、防寒性、護身性が高く鎧のような役割を果たす。ちなみに、このコートは時折セーターを作るために刈り取られ、つむいで毛糸にされている。毛色はグレーやウルフグレーなどのグラデーションカラー。
体高65cm以上の大型犬で、性格は主人に忠実で従順だが、警戒心と防衛本能が高く勇敢で攻撃的である。使役柄により人慣れは悪く、見知らぬものに対しては攻撃的な態度を取る。しつけは飼い主からのみ受け付けるが、しっかりとしたしつけが出来なければ主従関係が逆転し、飼い主に対しても独立心を高め、牙を剥くことがある。サル・ティプ自身は飼い主を主人ではなくパートナーと位置づけており、なかなか自分よりも順位が上であることを認めてくれない傾向にある。しかし、仔犬のときから正しく接して一貫した訓練を行うことで飼い主を主人と認めさせることが出来る。状況判断力は非常に高く、悪意を持つものや好意を持つものを瞬時に判断することができる。室外飼育に向き、運動量も非常に多いため、初心者には絶対に飼育できない犬種である。かかりやすい病気は大型犬にありがちな股関節形成不全の他、飼い主から引き離されることで起こる分離不安などがある。サル・ティプは順位こそ中々認めないが飼い主と強い繋がりを持つ犬種であるため、急に離されることで精神面での不安や問題行動につながる危険性がある。